# Сангаре, Мустафа
Мустафа Сангаре (фр. Mustapha Sangaré; род. 24 декабря 1998, XX округ Парижа) — французский футболист сенегальского происхождения, нападающий клуба «Левски».

## Клубная карьера
Сангере — воспитанник клуба «Ла Камильен». В 2014 году он дебютировал за основной состав. В 2018 году игрок подписал контракт с «Винсьенном». По окончании сезона Сангаре перешёл в «Расинг». 17 августа в матче против дублёров «Пари Сен-Жермен» он дебютировал за новую команду. В этом же поединке Мустафа забил свой первый гол за «Расинг». В 2020 году Сангаре подписал соглашение с клубом «Амьен». 22 декабря в матче против «Аяччо» он дебютировал в Лиге 2. 14 мая 2022 года в поединке против «Осера» Мустафа забил свой первый гол за «Амьен». В том же году игрок на правах аренды выступал за «Бастия-Борго».
Летом 2023 года Сангаре перешёл в португальский «Варзин». 20 августа в матче против «Фафе» он дебютировал в Третьей лиге Португалии. 25 августа в поединке против «Лушитании» Мустафа забил свой первый гол за «Варзин».
Летом 2024 года Сангаре подписал контракт с болгарским «Левски». 20 июля в матче против софийского «Локомотива» он дебютировал в чемпионате Болгарии. В этом же поединке Мустафа забил свой первый гол за «Левски».